# Melapia
Melapia is een geslacht van vlinders van de familie spinneruilen (Erebidae), uit de onderfamilie Catocalinae.

## Soorten
- M. bifasciata Inoue & Sugi, 1961
- M. electaria Bremer, 1864
- M. japonica Ogata, 1961
- M. kishidai Sugi, 1968